# فولفغانغ إدر
فولفغانغ إدر (بالألمانية: Wolfgang Eder)‏ هو مدير نمساوي، ولد في 5 فبراير 1952 في Steinbach am Attersee ‏ في النمسا.

## روابط خارجية
- فولفغانغ إدر على موقع مونزينجر (الألمانية)